# Grant Thornton Tower
Le Grant Thornton Tower est un gratte-ciel situé à Chicago, dans l'État de l'Illinois aux États-Unis et achevé en 1992.